# Buste d'Hercule
Le buste d'Hercule est une sculpture en terre cuite de Lucas Faydherbe (1617-1619). Elle fait partie de la collection Van Herck acquise par la Fondation Roi Baudouin en 1966.  

## Contexte
Lucas Faydherbe est un sculpteur de la ville de Malines, élève du peintre flamand de style baroque Peter Paul Rubens. L'œuvre représente l'ancien héros Hercule et fait partie d'une série de bustes en terre cuite qui représentent des thèmes et des figures mythologiques, faisant une partie unique de l'œuvre de Faydherbe. Cette sculpture, plus petite que les autres de la série, a peut-être servi de modèle pour d'autres, pour autant, rien ne permet de le prouver avec certitude. Il est représenté portant une peau de lion.  
L'œuvre fait partie de la collection Fondation Roi Baudouin et est exposée à la Maison de Rubens (Anvers). 